# Вологодский автобус
Волого́дский авто́бус — система маршрутов автобусов в Вологде.

## История
В 1925 году журнал «Коммунальное дело» писал: «Обсуждается вопрос об установлении автобусного сообщения в Вологде. Затруднение представляет выбор типа машины, который мог бы вынести вологодские мостовые». Регулярное автобусное движение открыто в 1929 году между Вологдой и посёлком Молочное. С 26 марта 1938 года в Вологде открыто автобусное сообщение по двум маршрутам:
- № 1 Вокзал — Прилуки
- № 2 Посёлок Льнокомбината — ВПВРЗ

В 1939 году в Вологде была организована автоконтора, которая размещалась на Красноармейской набережной (в настоящее время территория завода Дорожных машин). Были получены первые автобусы марки ЗИС-8 с деревянными кузовом и сидениями. По данным на январь 1941 года на городских линиях было 22 автобуса.
В годы войны автобусы использовались для нужд армии и вновь появились на вологодских улицах лишь 25 августа 1945 года.
По данным на 10 октября 1957 года, на вологодских автобусных маршрутах работало 80 автобусов. К концу 1970 года в Вологде насчитывалось 144 автобуса общего пользования, а к концу 1985 – 345. 
В 1956 году автоконтора переехала на Пошехонское шоссе, 8 (территория бывшего таксопарка) и была переименована в пассажирское автохозяйство. В те годы, на улицы города выходили автобусы разных марок ЗИС-155, РАФ, ТА-6, ПАЗ-651. 23 июня 1963 года пассажирское автохозяйство было переименовано в «автоколонну № 1117».
В 1970 году длина автобусных линий внутригородского сообщения составляла 120 км, а в 1985 – 198 км. Пик автобусных перевозок пришёлся на конец 1980-х годов, сразу за котором последовал спад, закончившийся в 1994 году отменой многих маршрутов. С этого периода 60% перевозок стали выполнять троллейбусы.
В 1995 году Автоколонна № 1117 была передана в собственность администрации города Вологды и переименована в Муниципальное унитарное пассажирское автотранспортное предприятие № 1, основным видом деятельности, которого является перевозка пассажиров на городских и частично пригородных маршрутах. С 1995 года идёт постоянное обновление парка машин современными и комфортабельными автобусами.
С 2000 года в Вологде появились регулярные линии маршрутных такси. С этого времени, количество маршрутов частных перевозчиков и их доля в перевозках постоянно растёт.
В 2010 году проведены мероприятия по оптимизации маршрутной сети общественного транспорта. Количество маршрутов сокращено до 46. Транспортными организациями и индивидуальными предприятиями, в том числе при подготовке к участию в конкурсах на обслуживание маршрутов, приобретены 102 единицы низкопольных автобусов средней и большой вместимости: 51 автобус марки ВМЗ «Олимп», 31 автобус марки МАЗ, 19 автобусов марки ЛиАЗ, 1 автобус НефАЗ-5299.
С декабря 2012 года в автобусах и троллейбусах ПАТП-1 работает система «Электронная Вологда», позволяющая оплатить проезд при помощи специальной карты без использования наличных денежных средств. Используются бумажные карты на 15 и 30 поездок и пластиковые карты с возможностью пополнения и подключения проездного билета.

## ПАТП-1
В 1970-е и 1980-е годы доминирующей моделью на городских маршрутах был ЛиАЗ-677 В 1996—1997 годах были приобретены 46 автобусов Mercedes-Benz O345. С 2004 года стали поступать ЛиАЗ-5256, с 2009 года ВМЗ-4252 «Олимп», в конце 2013 года поступили 30 новых сочлененных автобусов ЛиАЗ-6213.21.
По состоянию на декабрь 2022 всего примерно 110 автобусов.
По итогам проверок, проведённых надзорными органами в 2011—2012 годах, и анализе статистики аварийности за 2011 год к работе ПАТП № 1 высказаны серьёзные претензии. Неудовлетворительными признаны техническое состояние автобусного парка и организация контроля за работой водителей. Пристальное внимание к работе ПАТП № 1 вызвано серией дорожно-транспортных происшествий, произошедших по вине работников предприятия.
На апрель 2025 года в городе эксплуатировались:
ЛиАЗ-5292.21 — 6;
ЛиАЗ-5292.22 — 4;
ЛиАЗ-5292.67 — 27;
ПАЗ-320412-05 — 1;
ПАЗ-320435-04 «Vector Next» — 1;
ПАЗ-32053 — 2;
ГАЗ-A65R32 Next — 1;
НефАЗ-5299-30-31 — 10;
НефАЗ-5299-40-57 — 31;
МАЗ-103.465 — 5;
МАЗ-103.565 — 2;
МАЗ-206.063 — 1;
ВМЗ-4252 «Олимп» — 15;
ВМЗ-42521 «Олимп» — 2;
ЛиАЗ-5292.20 — 2;
Hyundai Country (РЗГА) — 1;
Volgabus-5270.G4 (CNG) — 37;
СИМАЗ-2258 — 8;
Всего работающих автобусов: 141;
Всего автобусов: 149.

## Частные перевозчики
В Вологде около десятка частных перевозчиков пассажиров. Общий частный парк насчитывает порядка 160 автобусов. В наличии: «ПАЗ-3204» «НефАЗ-5299», Частные перевозчики Вологды не раз становились объектом критики властей и СМИ за то, что допускают при перевозке пассажиров большое количество нарушений, а плохое техническое состояние автобусного парка и непрофессионализм водителей зачастую приводит к серьезным происшествиям.

## ВологдаТранс
Городские перевозки. Обслуживание маршрутов №37 Вокзал-Молочное, №37э Областная Детская Больница-Дом ветеранов, №48 Ул. Архангельская-ВПЗ. Директор Мартыненко Сергей Валерьевич. Основано в январе 2006 года.
Всего автобусов на апрель 2025 года:
- НефАЗ-5299-30-22 — 7, работает 7;
- НефАЗ-5299-30-32 — 21, работает 19;
- ВМЗ-4252 «Олимп» — 2, работает 2;
- ВМЗ-42521 «Олимп» — 1, работает 1;

Всего работающих автобусов: 31;
Всего автобусов: 33.

## Такси-Сервис
Городские перевозки. Обслуживание маршрута №40 Ул. Архангельская-ВПЗ . С 01.01.2011 по 31.03.2023 обслуживание маршрута 7. Директор: Бурцев Михаил Витальевич Основано в Июле 2005 года. 
На апрель 2025 года всего автобусов:
- МАЗ-103.465 — 5, работает 5.
- МАЗ-103.468 — 4, работает 4.
- МАЗ-206.060 — 4, работает 3.
- МАЗ-206.067 — 2, работает 2.
- НефАЗ-5299-30-51 — 1, работает 1.

Всего работающих автобусов: 13
Всего автобусов: 14

## Галерея

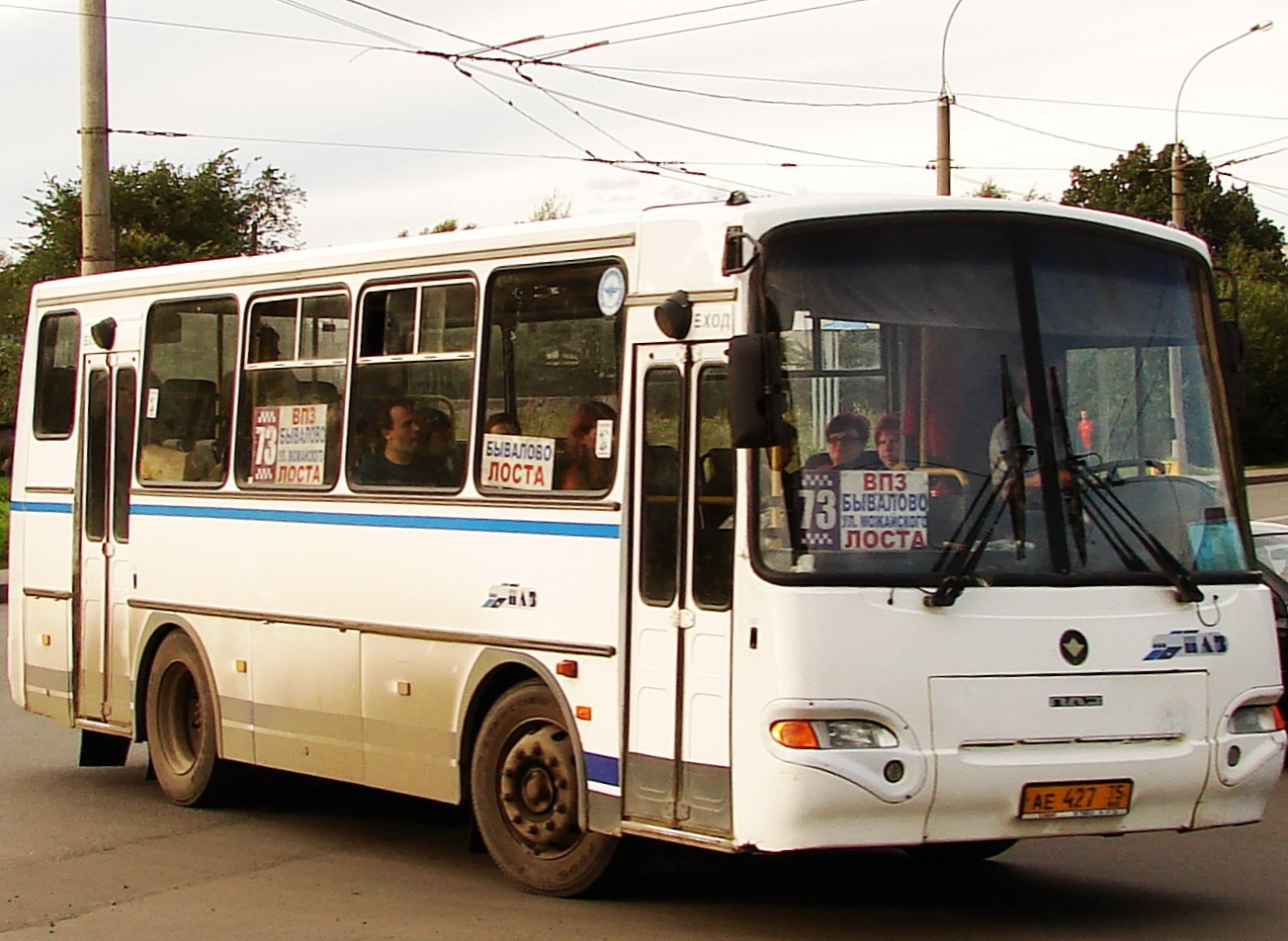
ПАЗ-4230 «Аврора» на улице Космонавта Беляева
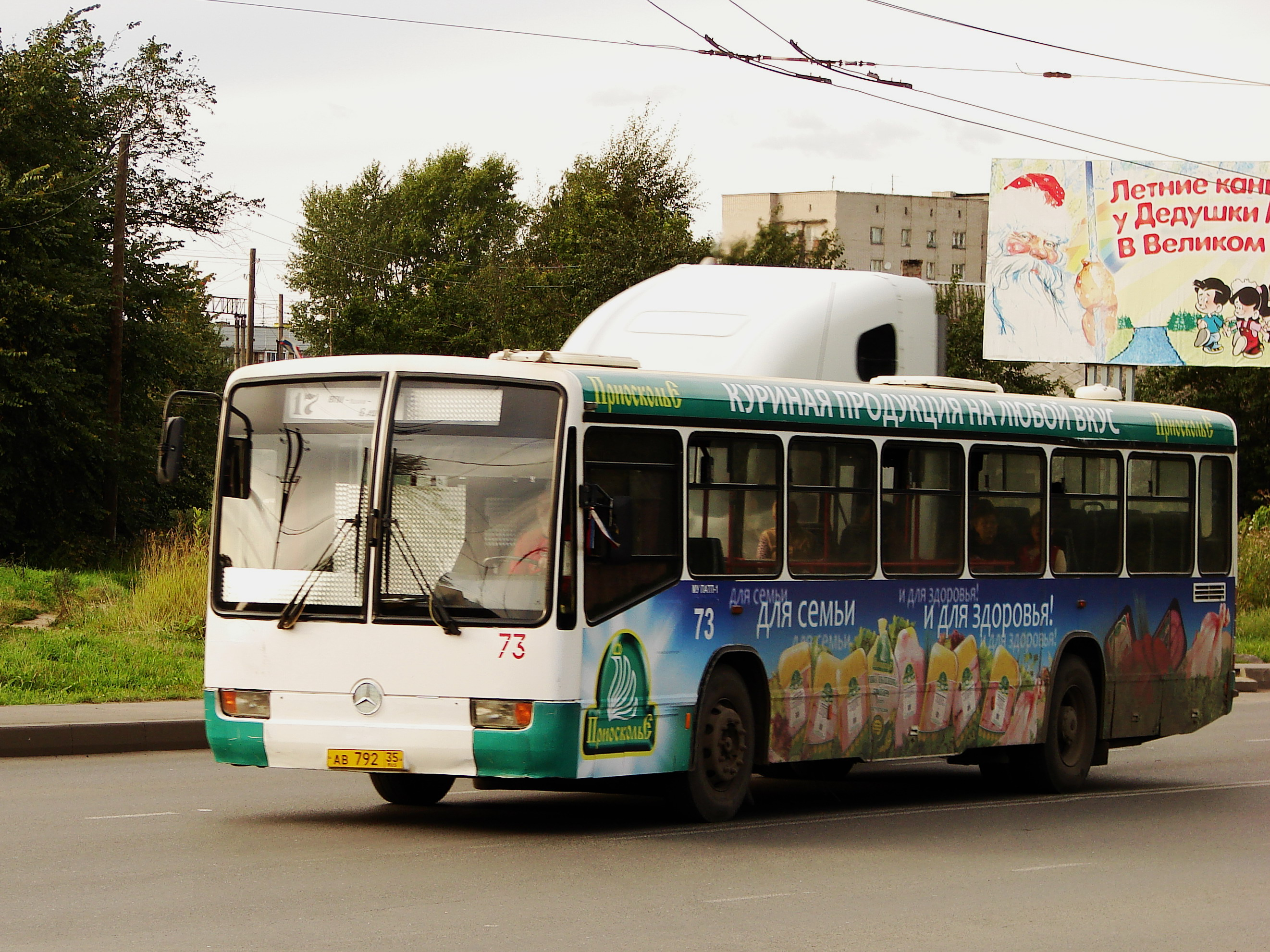
Mercedes-Benz O345 на улице Маршала Конева
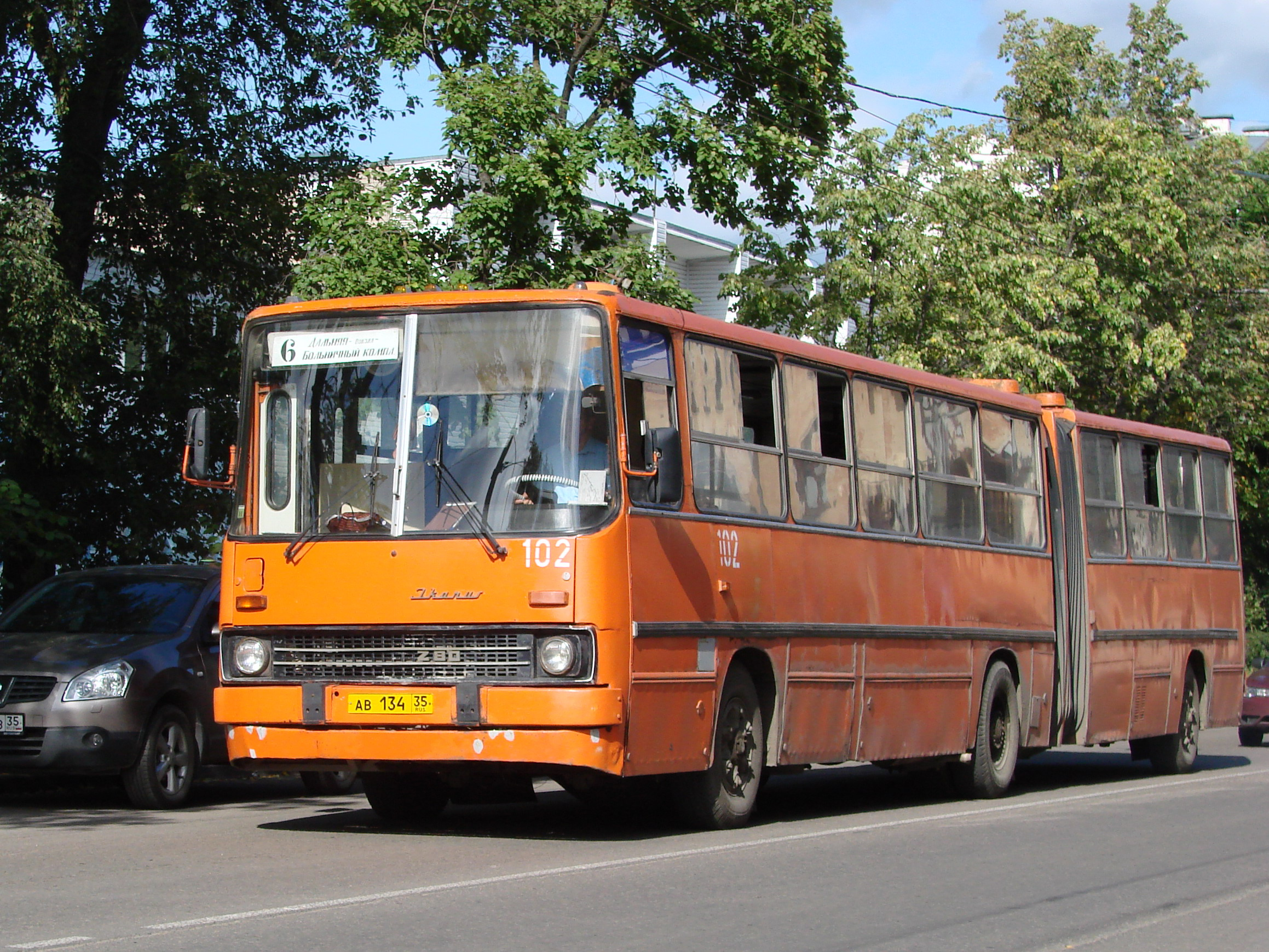
Ikarus 280 на Зосимовской улице
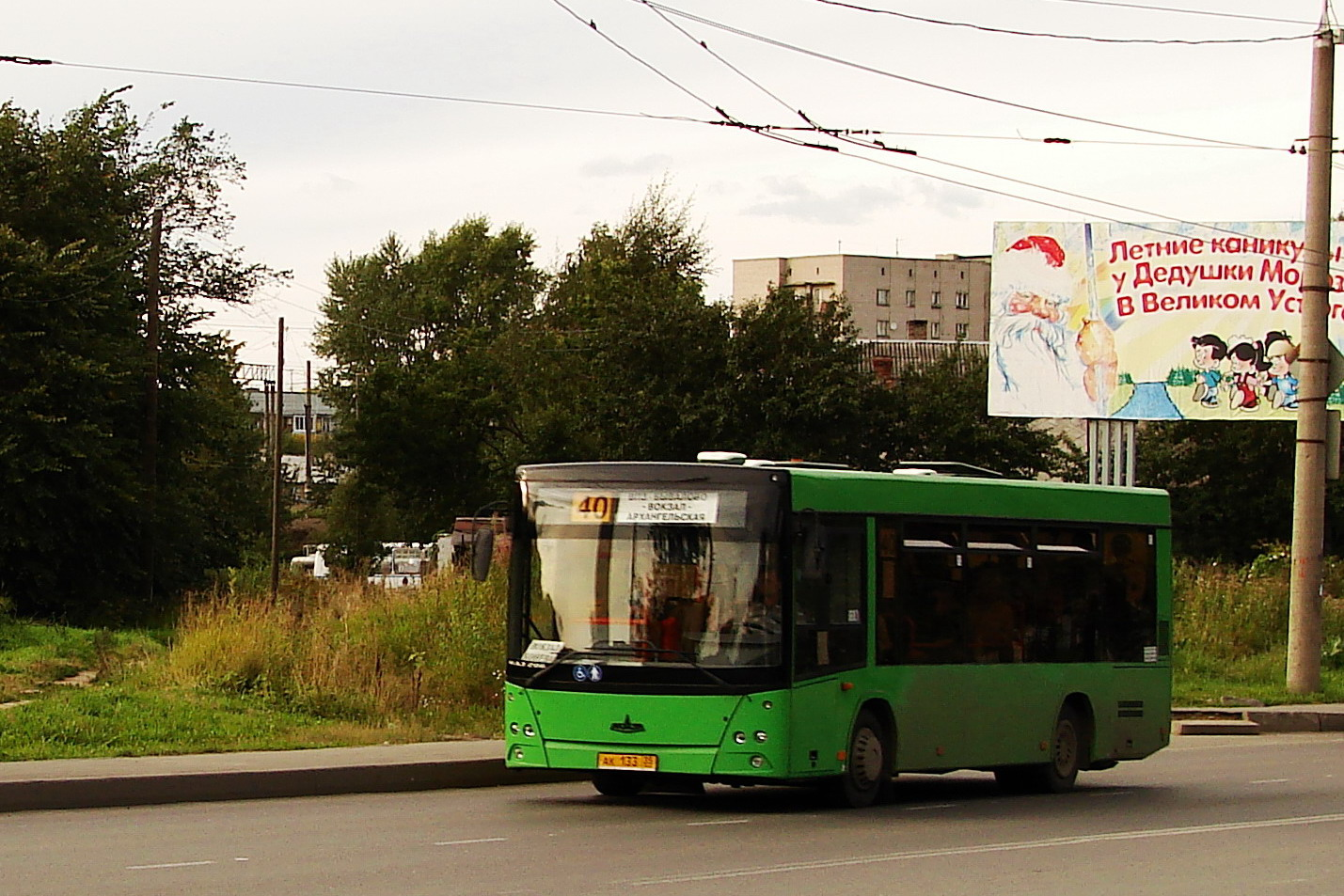
МАЗ-206  на улице Маршала Конева

## Производство

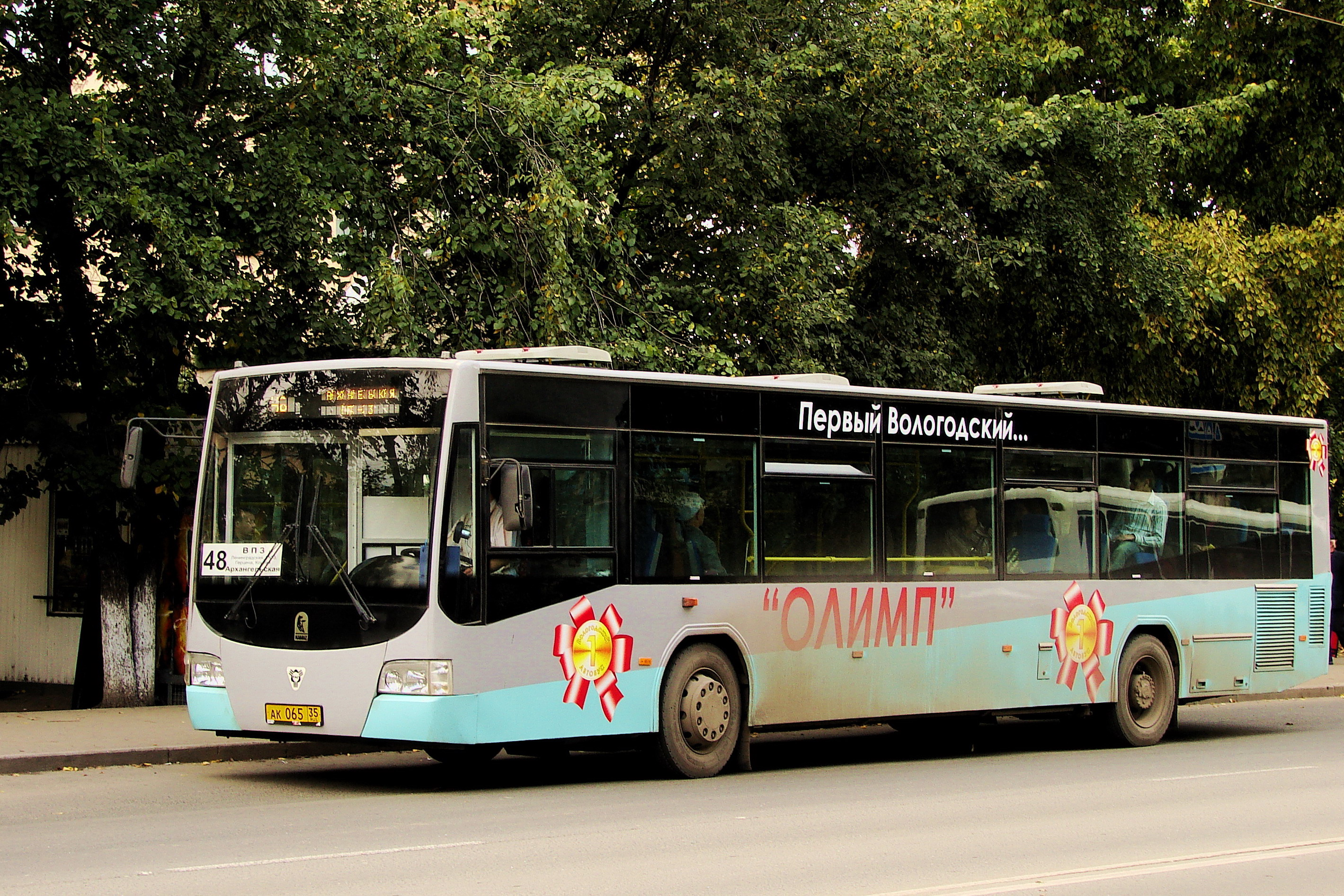
Первый автобус ВМЗ-4252 на улице Герцена

С 2008 года Вологодский механический завод выпускает городские и пригородные автобусы на базе шасси КамАЗ-5297-90 под маркой «Олимп» (модель А-4252). Завод находится под управлением АО «Транс-Альфа». Городская администрация настаивала на поддержке «местного производителя», несмотря на то, что сотрудники ПАТП-1 предъявили претензии к качеству выпускаемых автобусов, Летом 2010 года большая партия «Олимпов» поступила в вологодское ПАТП-1.